# Jacundá
Jacundá är en kommun i Brasilien.   Den ligger i delstaten Pará, i den centrala delen av landet, 1 300 km norr om huvudstaden Brasília. Antalet invånare är 51 375.
Omgivningarna runt Jacundá är huvudsakligen savann. Runt Jacundá är det ganska glesbefolkat, med 26 invånare per kvadratkilometer.